# Aliaa Saleh
Pour les articles homonymes, voir Saleh.
Aliaa Saleh, née le 4 août 2004 à Gizeh, est une gymnaste rythmique égyptienne.

## Carrière
Elle dispute les épreuves junior des Championnats d'Afrique de gymnastique rythmique 2018 au Caire, remportant la médaille d'or par équipes, au cerceau et aux massues, la médaille d'argent au concours général et au ballon, et la médaille de bronze au ruban.
Aux championnats d'Afrique de gymnastique rythmique 2020 à Charm el-Cheikh, elle est médaillée d'or par équipes et médaillée d'argent au ballon.
Aux championnats d'Afrique de gymnastique rythmique 2022 au Caire, elle est médaillée d'or par équipes, au concours général, au ballon et au ruban et médaillée d'argent au cerceau ainsi qu'aux massues.
Aux Championnats d'Afrique de gymnastique rythmique 2023 à Moka, elle est médaillée d'or par équipes et au ballon et médaillée d'argent au concours général ainsi qu'au cerceau.
Elle est médaillée d'or au concours général, par équipes, au cerceau, au ballon, médaillée d'argent au ruban et médaillée de bronze aux massues aux Championnats d'Afrique de gymnastique rythmique 2024 à Kigali.